# Rainer Maria Woelki
Rainer Maria Woelki (Colònia, 18 d'agost de 1956) és un cardenal i arquebisbe catòlic alemany.
Va estudiar filosofia i teologia a les universitats de Bonn i de Friburg. Va ser ordenat sacerdot el 14 de juny de 1985 pel cardenal Joseph Hoffner, llavors arquebisbe de Colònia. En 1989 va ser nomenat capellà de Münster, i l'any següent es va convertir en vicari parroquial. Aquest mateix any va ser elegit secretari pel cardenal i arquebisbe de Colònia Joachim Meisner.
El 24 de febrer de 2003 el Papa Joan Pau II el va nomenar Bisbe auxiliar de Colònia i Bisbe titular de Scampa. Va rebre la consagració episcopal el 30 de març d'aquest any amb la imposició de mans del cardenal Joachim Meisner. El 2 de juliol de 2011, el Papa Benet XVI el va nomenar arquebisbe de Berlín i en el consistori del 18 de febrer de 2012 el va nomenar cardenal prevere del títol de Sant Joan Maria Vianney. Va ser el cardenal més jove de la història recent. El 14 de juliol de 2014 el papa Francesc el traslladà a la seu metropolitana de Colònia.